# Stijn Wuytens
Stijn Wuytens (n. 8 octombrie 1989, Eksel⁠(d), Flandra, Belgia) este un fotbalist aflat sub contract cu AZ Alkmaar.